# 中荘村 (奈良県)
中荘村（なかしょうそん）は奈良県中部、吉野郡に属していた村。現在は吉野町の一部。

## 歴史
- 1894年（明治27年）6月8日 - 国樔村の一部（大字矢治・樫尾・菜摘・宮滝・喜佐谷・御園・南楢井・北楢井）の区域をもって発足。
- 1956年（昭和31年）5月3日 - 吉野町・上市町・国樔村・中龍門村・龍門村と合併し、改めて吉野町が発足。同日中荘村廃止。

## 経済

### 産業
- 農業

『大日本篤農家名鑑』によれば、中荘村の篤農家は「山本源次郎、今西新三郎、土居庄右衛門」などである。

## 交通

### 道路
- 二級国道169号（現：国道169号）